# Kaplerz

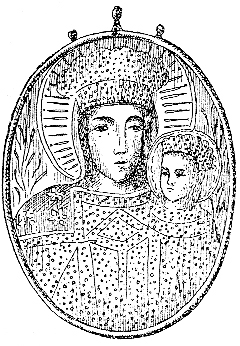
Kaplerz (rycina z Encyklopedii staropolskiej)

Kaplerz – prostokątne, czasem owalne obrazki (o wymiarach ok. 15 cm x 10 cm) malowane przeważnie na blasze miedzianej, a noszone w irchowych futerałach na piersiach pod ubraniem (najczęściej przez żołnierzy w 2 połowie XVII i pocz. XVIII w.).
Na awersie mają one przedstawienie Matki Boskiej Częstochowskiej w ornamentowym obramieniu (malowane tylko twarze i dłonie, szaty i bordiura przeważnie grawerowane i złocone), na rewersie malowane techniką olejną przedstawienia świętych patronów lub Chrystusa na krzyżu.

Kaplerz często mylnie utożsamiano ze   szkaplerzem (łac. scepularium) lub ryngrafem.